# Беллерів
ХК «Беллерів» (фр. HC Bellerive) — хокейний клуб з міста Веве, Швейцарія. Заснований у 1908 році, припинив існування 1926 році.

## Досягнення
- Чемпіон Швейцарії (3 рази) — 1909, 1919, 1920.
- Чемпіон відкритого чемпіонату Швейцарії — 1918.

## Історія
ХК «Беллерів» виграв перший офіційний чемпіонат Швейцарії в 1909 році. У всіх семи матчах клуб одержав перемоги і завоював чемпіонський титул з максимальної кількістю очок та різницею шайб 63:13.
У наступних чотирьох чемпіонатах ХК «Беллерів», двічі ставав віцечемпіоном у 1910 та 1911 роках. 6 січня 1918 року клуб виграв чемпіонський титул у відкритому чемпіонаті Швейцарії. Наступного року вони виграли національний титул, але не захистили чемпіонський титул у відкритому чемпіонаті.
У чемпіонаті 1920 року, ХК «Беллерів» відстояв чемпіонське звання перегравши у фіналі «Академікер Цюрих» 7:0. У відкритому чемпіонаті клуб програв у півфіналі «Розей» (Гштаад) 0:4.
ХК «Беллерів» припинив своє існування у 1926 році.